# Juan de Charolais
Juan de Clermont (?, 1283 – ?, 1316) fue un noble francés, conde de Charolais, hijo de Roberto de Clermont y de Beatriz de Borbón. Por tanto, era nieto de los reyes Luis IX de Francia y Margarita de Provenza.

## Biografía
Era el tercer hijo de Roberto de Francia, conde de Clermont (en-Beauvaisis) y de Beatriz de Borgoña, señora de Borbón y condesa de Charolais, de quien heredó su título.
Participó en las guerras de Flandes al mando de su primo Felipe IV de Francia, y luchó en Veurne (1297), en Cortrique (1302) y en Mons-en-Pévèle (1304). 

## Descendencia
Se casó en 1309 con Juana de Dargies, heredera del señorío de Dargies (Oise), condesa de Soissons y señora de Catheux, viuda de Hugo de Soissons. 
De esta unión nacieron dos hijas:
- Beatriz de Clermont (1311-1364) señora de Charolais, casada en 1327 con Juan I († 1373), conde de Armagnac, de Fezensac y de Rodez.
- Juana de Clermont (1314-1388) señora de Saint-Just, casada en 1328 con Juan I († 1386), conde de Auvernia, de Boulogne y de Montfort.

## Muerte
Estaba a punto de ir a luchar en Tierra Santa cuando murió en 1316.
| Predecesor: Beatriz de Borgoña | Conde de Charolais 1310 - 1316 | Sucesor: Beatriz de Clermont |

- Datos: Q3175351